# Kawasaki ZX-10R
La ZX-10R est un modèle de moto sportive du constructeur japonais Kawasaki.
La ZX-10R est apparue en 2004 en remplacement de la ZX-9R pour permettre à Kawasaki de rester compétitif face aux autres marques qui proposaient déjà des quatre cylindres de 1 000 cm3.
Le moteur avec l'alimentation forcée en air, appelée « Ram Air », développe 184 ch à 11 700 tr/min.
Les étriers de frein avant ont une fixation radiale.
Elle est disponible en vert/noir, bleu/noir, gris/noir ou noir.
Depuis 2004, plusieurs générations se sont succédé :
- en 2006, modification du châssis (bras oscillant notamment), évolution du moteur (184 ch), deux sorties d'échappement sous la selle, esthétique. Coloris vert/noir, noir, gris/noir ;
- en 2008, nouveau châssis, le moteur gagne encore quelques chevaux (188 ch), retour de la sortie d'échappement en position classique, coloris : vert/noir, noir en 2008, blanc/noir en 2009, orange/noir et bleu/noir selon les pays.

Les disques de frein avant et arrière passent respectivement à 320 et 220 mm. L'empattement gagne 5 mm et le poids 5 kg. Le moteur développe 188 ch à 12 500 tr/min, ou 200 ch avec Ram Air, pour un couple de 11,9 kg m à 8 700 tr/min ;
- en 2011, évolution importante avec notamment : nouveau châssis (le cadre devient périmétrique, nouvelle fourche BPF — Big Piston Fork —, amortisseur arrière en position horizontale), nouvelle esthétique, moteur développant 200 ch, contrôle de traction et trois modes de puissance réglables. Coloris vert/noir, noir.

En 2004 et 2005, la ZX10R a été vainqueur du Masterbike (en), épreuve pour déterminer la meilleure moto sportive de production de l'année.
En 2006, 2008 et 2009, elle est élue moto sportive de l'année lors d'un maxi-test européen.

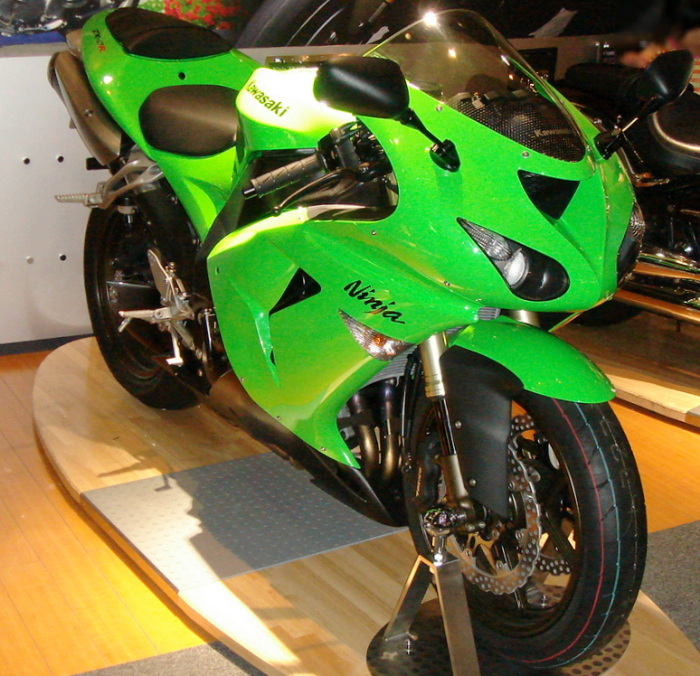
ZX-10R 2006.
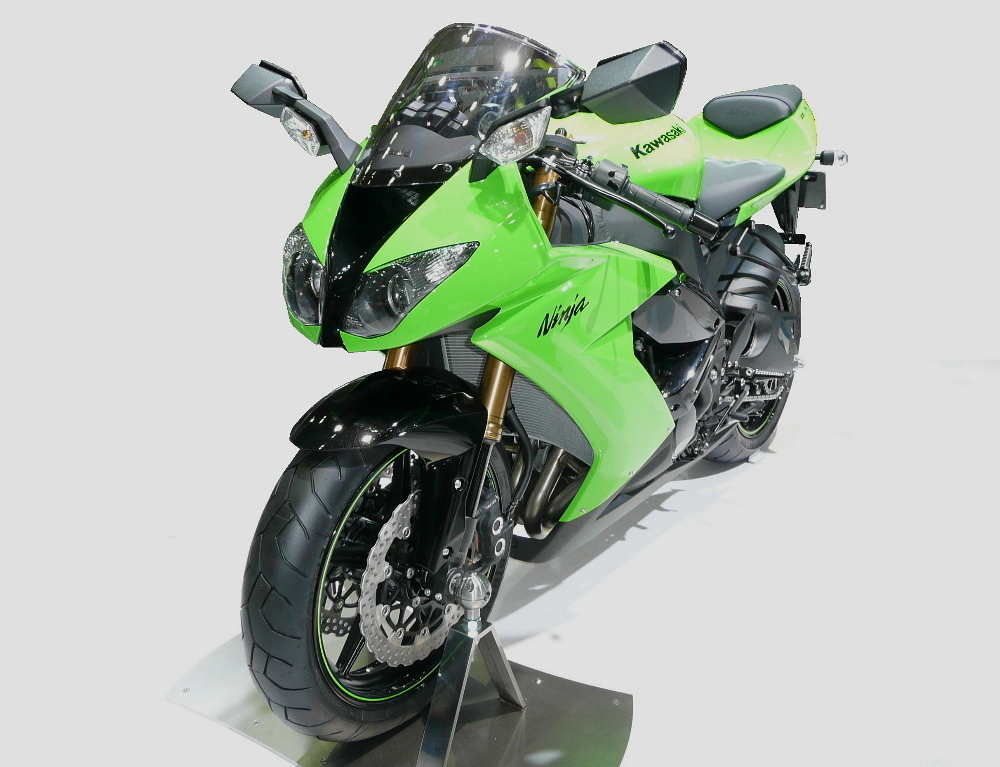
ZX-10R 2008.